# Veauchette
Veauchette är en kommun i departementet Loire i regionen Auvergne-Rhône-Alpes i centrala Frankrike. Kommunen ligger i kantonen Saint-Just-Saint-Rambert som tillhör arrondissementet Montbrison. År 2022 hade Veauchette 1 217 invånare.

## Befolkningsutveckling
Antalet invånare i kommunen Veauchette
| Referens: INSEE |